# Bogotol'skij rajon
Il Bogotol'skij rajon è un rajon (distretto) del kraj di Krasnojarsk, nella Russia siberiana centrale; il capoluogo è la cittadina di Bogotol, che è però considerata amministrativamente a sé stante.